# Nomindra barlee
Nomindra barlee är en spindelart som beskrevs av Norman I. Platnick och Baehr 2006. Nomindra barlee ingår i släktet Nomindra och familjen Prodidomidae.
Artens utbredningsområde är Western Australia. Inga underarter finns listade i Catalogue of Life.